# Paul Matthijs
Paul Matthijs (ur. 5 października 1976 w Paterswolde) – holenderski piłkarz występujący na pozycji pomocnika.

## Kariera
Matthijs zawodową karierę rozpoczynał w FC Groningen, grającym w Eredivisie. W lidze tej zadebiutował 20 sierpnia 1997 w wygranym 3:0 pojedynku z FC Volendamem. W debiutanckim sezonie 1997/1998 rozegrał 15 spotkań. Na jego koniec zajął z klubem przedostatnie, 17. miejsce w lidze i po przegranych barażach spadł z nim do Eerste divisie. 6 marca 1999 strzelił pierwszego gola w zawodowej karierze. Było to w wygranym 3:2 ligowym meczu z FC Dordrechtem. W sezonie 1999/2000 uplasował się z Groningen na 3. pozycji w lidze i po wygranych barażach awansował z nim do Eredivisie. Wtedy jednak odszedł z klubu. W barwach Groningen wystąpił łącznie w 79 meczach i zdobył dwie bramki.
Latem 2000 został zawodnikiem innego pierwszoligowca – AZ Alkmaar. Pierwszy występ zanotował tam 19 sierpnia 2000 w przegranym 0:2 ligowym spotkaniu z Feyenoordem. 14 kwietnia 2001 zdobył pierwszą bramkę w trakcie gry w Eredivisie. Było to w wygranym 2:0 meczu z FC Groningen. W sumie w barwach AZ zagrał 29 razy i strzelił 1 gola.
W październiku 2001 powrócił do FC Groningen. W sezonach 2006/2007 oraz 2007/2008 grał z klubem w Pucharze UEFA, jednak w obu przypadkach kończył z nim go już na pierwszej rundzie. Graczem Groningen był do 2009 roku. Następnie występował w BV Veendam z Eerste divisie, a także w kanadyjskim FC Edmonton, gdzie w 2011 roku zakończył karierę.
W Eredivisie rozegrał 218 spotkań i zdobył 7 bramek.